# Preobrajenka, Rozdilna
Preobrajenka (în ucraineană Преображенка) este un sat în comunei Novoborîsivka din raionul Rozdilna, regiunea Odesa, Ucraina.

## Demografie
Componența lingvistică a localității Preobrajenka
     Ucraineană (71,43%)
     Rusă (28,57%)
Conform recensământului din 2001, majoritatea populației localității Preobrajenka era vorbitoare de ucraineană (71,43%), existând în minoritate și vorbitori de rusă (28,57%).